# Bohuslawez
Bohuslawez (ukrainisch Богуславець; russisch Богуславец/Boguslawez) ist ein Dorf in der ukrainischen Oblast Tscherkassy mit etwa 850 Einwohnern (2001) und einer Fläche von 284,7 ha.

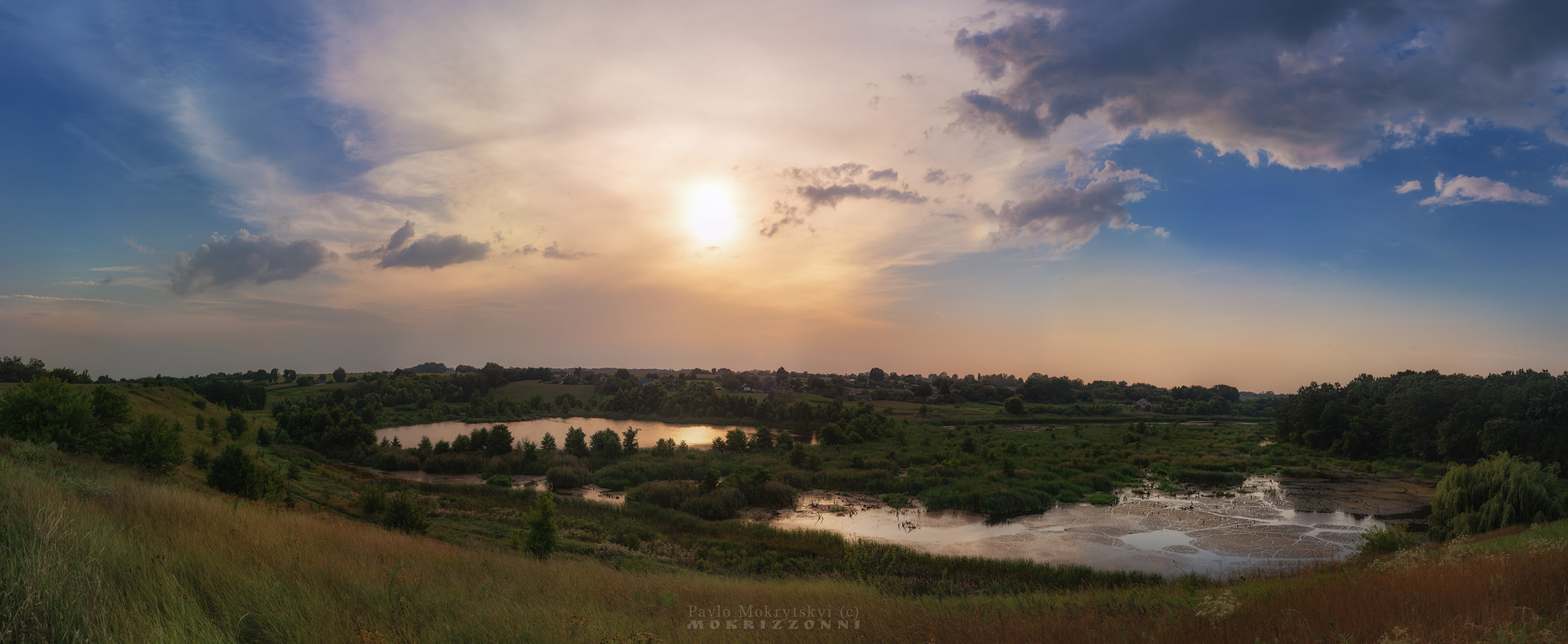
Blick auf den Ort vom Flussufer aus

Das Dorf wurde in der Mitte des 17. Jahrhunderts gegründet und 1660 erstmals schriftlich erwähnt.
Die Ortschaft liegt am Ufer des Sucha Shar (Суха Згар), einem 38 km langen, linken Nebenfluss der Solotonoschka (Flusssystem Dnepr), 12 km nordöstlich vom Rajonzentrum Solotonoscha und 41 km nördlich vom Oblastzentrum Tscherkassy. In 9 km südwestlich vom Dorf verläuft die nationale Fernstraße N 08.
Am 12. Juni 2020 wurde das Dorf ein Teil der neugegründeten Landgemeinde Wosnessenske, bis dahin bildete es die gleichnamige Landratsgemeinde Bohuslawez (Богуславецька сільська рада/Bohuslawezka silska rada) im Nordosten des Rajons Solotonoscha.

## Söhne und Töchter der Ortschaft
- Der ukrainisch-russische Botaniker, Schriftsteller, Wissenschaftler und Universitätsrektor Mychajlo Maxymowytsch kam am 3. Septemberjul. / 15. September 1804greg. auf dem heute zum Dorf zählenden Gutshof Tymkiwschtschyna (Тимківщина) zur Welt.